# Sturlungar

Statue des Snorri Sturluson in Reykholt (Gustav Vigeland)

Die Sturlungar (dt. auch Sturlunger) waren ein mächtiges Geschlecht im Island des Hochmittelalters.

## Herausragende Persönlichkeiten
Als Urvater des Geschlechts gilt Sturla Þórðarson, der auch den Beinamen Hvamm-Sturla nach seinem Hauptsitz Hvammur im heutigen Bezirk Dalir im Norden von Snæfellsnes trug. Er lebte vermutlich um 1115 n. Chr. Von seinem Vater Þórður Gilsson hatte er das dortige Godentum geerbt. Sturla war bekannt dafür, mit vielen im Streit zu liegen. Jón Loftsson, einer der Mächtigen aus dem Clan der Oddaverjar, vermittelte in einem dieser Fälle. 
Bei diesem wurde später Sturlas Sohn Snorri Sturluson als Ziehsohn untergebracht und aufgezogen, der der bedeutendste Vertreter dieses Geschlechts werden sollte. Sowohl als Politiker als auch als Literat erwarb er sich Ruhm weit über die Grenzen von Island hinaus.
Neben zahlreichen (oft illegitimen) Halbgeschwistern und zwei Schwestern hatte Snorri zwei Brüder Þórður Sturluson und Sighvatur Sturluson, die sich ihrerseits als Politiker einen Namen machen sollten.

## Macht und Bürgerkrieg
Seine höchste Machtausdehnung erreichte der Familienclan in der ersten Hälfte des 13. Jahrhunderts. Das dadurch entstandene Ungleichgewicht der Macht im Staate bewirkte schließlich bürgerkriegsähnliche Zustände und den Untergang der mittelalterlichen Republik in Island am Ende des 13. Jahrhunderts.
Durch geschickte Bündnispolitik war es ihnen gelungen, Westisland, die Westfjorde und Nordostisland unter ihre Macht zu bringen. Auch im Süden hatten sie durch ihr Bündnis mit den Oddaverjar, einem anderen Machtclan, großen Einfluss.
Die wichtigste Rolle in diesen Verwicklungen spielten neben Snorri Sturluson selbst sein Bruder Sighvatur Sturluson und dessen Sohn Þórður kakali Sighvatsson.

## Literaten
Als Autor ging neben Snorri selbst, dem Verfasser der Snorra-Edda, der Heimskringla und wohl auch der Saga um Egill Skallagrímsson, sein Neffe Sturla Þórðarson in die Literaturgeschichte ein. Er verfasste die Íslendingasaga, den größten Teil der Sturlungasaga und Hákonarsaga gamla, die Geschichte von Håkon IV. (Norwegen). Manche Literaturwissenschaftler sehen in ihm auch den Autor der Kristnisaga und einer Abschrift der historischen Quelle Landnámabók.
Trotz der politischen Wirren gilt die nach dem Geschlecht benannte Epoche Sturlungaöld als eine Blütezeit der Literatur, entstand doch genau zu dieser Zeit, d. h. vor 1280, ein Großteil der berühmtesten isländischen Texte des Mittelalters, vor allem die Isländersagas.

## Sturlunga saga
Die Geschichte der Familie der Sturlungar wird u. a. in der Sturlunga saga wiedergegeben.

## Stammbaum der Sturlungar
```
Hvamm-Sturla
, Sturla Þórðarson, 
Gode
 in 
Hvammur
, 
1116
 - 
1183

│
├─Halldór (unehel. Sohn)
│
├─Björn (unehel. Sohn)
│
├─Sveinn (unehel., Mutter: Ólöf Vilhjálmsdóttir)
│
├─Helga (unehel., Mutter: Ólöf Vilhjálmsdóttir)
│
├─Þuríður (unehel., Mutter: Ólöf Vilhjálmsdóttir)
│
├─Valgerður (unehel., Mutter: Ólöf Vilhjálmsdóttir)
│
├─Sigríður (unehel., Mutter: Ólöf Vilhjálmsdóttir)
│
├─Steinunn, (Mutter: Ingibjörg Þorgeirsdóttir)
│
├─Þórdís, (Mutter: Ingibjörg Þorgeirsdóttir)
│
├─
Þórður
, (Mutter: 
Guðný Böðvarsdóttir
), Bauer in 
Stað á Ölduhrygg
, 
1165
 - 
1237

│ │
│ ╰─
Sturla Þórðarson
, Geschichtsschreiber ebd., 
1214
 - 
1284

│    │
│    ╰─
Ingibjörg Sturludóttir
, geb. 1240, vgl. 
Flugumýrarbrenna

│
├─
Sighvatur
, (Mutter: Guðný Böðvarsdóttir), Gode u.A. in 
Grund (Eyjafjarðarsveit)
, 
1170
 - 
1238

│ │
│ ├─
Tumi
, geb. 
1198

│ │
│ ├─
Sturla
, Gode in 
Sauðafell í Dölum
, 
1199
 - 
1238
, gefallen in der Schlacht 
Örlygsstaðabardagi

│ │
│ ├─
Steinvör
, Dichterin in 
Keldur á Rangárvöllum
, geb. um 
1200
, gest. um 
1270

│ │
│ ╰─
Þórður kakali Sighvatsson
, Machtpolitiker 
Ísland
, 
1210
 - 
1256

│
├─
Snorri Sturluson
, (Mutter: Guðný Böðvarsdóttir), Schriftsteller und Machtpolitiker in 
Reykholt (Borgarbyggð)
, 
1178
 - 
1241

│ │
│ ├─Hallbera, 1. Ehe m. Árni óreiður, 2. Ehe mit 
Kolbeinn ungi
 aus 
Víðimýri
 in 
Skagafjörður (Gemeinde)
, um 
1201
 - 
1231

│ │
│ ├─
Jón murtur Snorrason
, ermordet in  
Norwegen
, um 
1203
 - 
1231

│ │
│ ├─
Þórdís Snorradóttir
, 2. Frau des  
Þorvaldur Snorrason Vatnsfirðingur
 im 
Vatnsfjörður
, um 
1205
 - 
1245
 oder später
│ │
│ ├─
Órækja Snorrason
, gest. 1245, wohnte in  
Stafholtstunga (Borgarbyggð)
, wurde aus dem Lande vertrieben
│ │
│ ╰─Ingibjörg, verh. m. 
Gissur Þorvaldsson
 von  
1224
 bis 
1233
, geb. um 1208
│
├─Vigdís, (Mutter: Guðný Böðvarsdóttir), Hausfrau auf der Insel  
Flatey
 im  
Breiðafjörður

│
╰─Helga, (Mutter: Guðný Böðvarsdóttir), verh. m. Sölmundur austmann
```

### Primärliteratur
- Geschichten vom Sturlungengeschlecht. (= Thule. Altnordische Dichtung und Prosa, Band 14). Übertragen von Walter Baetke. Eugen Diederichs Verlag Köln 1967. DNB 458338753
- Sturlunga saga (s. u.)

### Sekundärliteratur
- Árni Daníel Júlíusson, Jón Ólafur Ísberg, Helgi Skúli Kjartansson: Íslenskur sögu atlas: 1. bindi: Frá öndverðu til 18. aldar. Almenna bókafélagið, Reykjavík 1989
- Irene R. Kupferschmied: Untersuchungen zur literarischen Gestalt der Kristni Saga. 2009

### Zum Geschlecht und zur Epoche
- Sturlungaöld im Bereich des Skagafjörður (isländisch)
- Snorrastofa, Reykholt: Zu Snorri Sturluson (englisch)

### Zur Sturlunga saga
- Sturlunga saga
- Svipmyndir úr Sturlungu; grein í Lesbók Morgunblaðsins 1995
- Sturlunga saga; grein í Morgunblaðinu 1947